# Teddy Stauffer/Diskografie

Stauffer in der Fernsehshow Der goldene Schuß, in Zürich (1969)

Diese Diskografie ist eine Übersicht über die veröffentlichten Tonträger des Schweizer Jazzmusikers und Bandleaders Teddy Stauffer.

## Schellackplatten

### Teddy Stauffer und die Original Teddies (Telefunken) (1936–1939)
Angaben nach der Diskographie von Tom Lord
| Titel A-Seite                                | Titel B-Seite                              | Musiklabel Katalog-Nr. | Datum der Aufnahme | Bemerkungen zur Besetzung |
| -------------------------------------------- | ------------------------------------------ | ---------------------- | ------------------ | --- |
| Alone                                        | Goody Goody                                | Telefunken A2027       | 14. Juli 1936      | Bob Huber, Rudi Dumont, Carl Hohenberger (tp), Harry Herzog, Walter Dobschinski (tb,arr), Erich Boehme, Erich Wollenhaupt (tb), Bertalan Bujka (as,cl), Franz Thon (as,bar), Helmuth Friedrich (ts), Teddy Stauffer (ts,ldr), Jack Trommer (p), Buddy Bertinat (p,arr), Billy Toffel (b,vcl), Andre Schuster (b), Paul "Polly" Guggisberg (d)                                                              |
| Robins and Roses                             | Is it True What They Say about Dixie?      | Telefunken A2029       | 16. Juli 1936      | dto. |
| Christopher Columbus                         | The Touch of Your Lips                     | A2058                  | 3. September 1936  | dto. |
| Take My Heart                                | Shades of Hades                            | Telefunken A2063       | 17. September 1936 | Bob Huber, Rudi Dumont, Kurt Hohenberger (tp), Walter Dobschinski (tb,arr), Erhard Krause, Walter Bierotte (tb), Teddy Stauffer (ts,ldr), Bertalan Bujka (cl,as,vln), Paul Linder (ts), Franz Thon (as,bar), Helmuth Friedrich (ts,cl), Richard Franke (bar), Jack Trommer (p) und/oder Buddy Bertinat (p,arr,vln), Billy Toffel (g,vcl), Andre Schuster (b), Paul "Polly" Guggisberg (d)                  |
| Every Minute of the Hour                     | Follow the Fleet (Medley)                  | A2064                  | dto.               | dto. |
| Quieremo Mucho                               | Good Night Ladies                          | A2065                  | dto.               | dto. |
| Cross Patch                                  | On the Beach at Bali Bali                  | A2066                  | 19. September 1936 | dto. |
| There’s a Small Hotel                        | No Regrets                                 | A2067                  | 30. September 1936 | zusätzlich Max Mussigbrodt (tp), Teddy Kleindin (ts,cl), Ernst Höllerhagen (as,cl) |
| Sing Sing Sing with a Swing                  | Swingtime in the Rockies                   | A2070                  | Oktober 1936       | Mit Eric Helgar (voc) |
| Organ Grinder’s Swing                        | Jangled Nerves                             | A2071                  | dto.               | dto. |
| Zwei Schwalben haben sich geküsst            | Ich bin auf der Welt, um glücklich zu sein | A2072                  | 14. Oktober 1936   | Zusätzlich mit Bob Huber (tp), Paul Linder (ts), Betty Toombs (vcl) |
| The Way You Look Tonight                     | A Fine Romance                             | A2073                  | 20. Oktober 1936   | Mit Bertalan Baujka (voc) |
| Sing Baby sing                               | When Did You Leave Heaven?                 | A2086                  | 29. Oktober 1936   | dto. |
| Did I Remember                               | Me and the Moon                            | A2107                  | dto.               | dto. |
| Zigeunerweisen                               | You started me dreaming                    | ?                      | dto.               | dto. |
| The Moon Is Grinning at Me                   | I’ve Got You Under My Skin                 | A2188                  | 5. April 1937      | Harry Herzog, Carl Hohenberger, Max Mussigbrodt (tp), Walter Dobschinski (tb,arr), Erich Boehme, Albert Wollenhaupt (tb), Bertalan Bujka (cl,as,ts,vln), Ernst Höllerhagen (sop,cl), Teddy Stauffer (saxes,vln,ldr), Franz Thomas (as,bar), Teddy Kleindin, Helmuth Friedrich (ts,cl), Jack Trommer (p), Buddy Bertinat (2nd p,vln), Billy Toffel (g,vcl), Andre Schuster (b), Paul "Polly" Guggisberg (d) |
| Good Night My Love                           | Us on a Bus                                | A2189                  | dto.               | dto. |
| Riding high                                  | You’ve Got Something                       | A2199                  | 21. April 1937     | Harry Herzog, Carl Hohenberger, Max Mussigbrodt (tp) Walter Dobschinski (tb,arr), Erich Boehme, Albert Wollenhaupt (tb), Bertalan Bujka (cl,as,ts,vln), Ernst Höllerhagen (sop,cl), Teddy Stauffer (saxes,vln,ldr), Franz Thomas (as,bar), Teddy Kleindin, Helmuth Friedrich (ts,cl), Jack Trommer (p), Buddy Bertinat (2nd p,vln), Billy Toffel (g,vcl), Andre Schuster (b), Paul "Polly" Guggisberg (d)  |
| Plaisir d’amour                              | Aloha Oe                                   | A2203                  | 28. April 1937     | dto. |
| There’s Something in the Air                 | The Night is Young and You’re So Beautiful | A2207                  | dto.               | dto. |
| Little Old Lady                              | I’ll Sing You a Thousand Love Songs        | A2208                  | dto.               | dto. |
| Swingin’ for the King                        | Boo Hoo                                    | A2209                  | 28. April 1937     | dto. |
| Never in a Million Years                     | September in the Rain                      | A2268                  | 3. September 1937  | Eugen Henkel (ts,cl) ersetzt Helmuth Friedrich |
| Limehouse Blues                              | Pop Corn Man                               | A2269                  | dto.               | dto. |
| Yours and Mine                               | Got a Pair of New Shoes                    | A2306                  | 27. September 1937 | Harry Herzog, Carl Hohenberger, Max Mussigbrodt (tp), Walter Dobschinski (tb,arr), Erich Boehme, Albert Wollenhaupt (tb), Bertalan Bujka (cl,as,ts,vln), Ernst Höllerhagen (sop,cl), Teddy Stauffer (saxes,vln,ldr), Franz Thomas (as,bar), Teddy Kleindin, Eugen Henkel (ts,cl), Jack Trommer (p), Buddy Bertinat (2nd p,vln), Billy Toffel (g,vcl), Andre Schuster (b), Paul "Polly" Guggisberg (d)      |
| Good Morning                                 | A Sailboat in the Moonlight                | A2307                  | dto.               | dto. |
| The Merry go Round Broke Down                | Der Student geht vorbei                    | A2336                  | 15. Oktober 1937   | dto. |
| It’s the Natural Thing to Do                 | The Moon Got in My Eyes                    | A2337                  | dto.               | dto. |
| My Swiss Hilly-Billy                         | Ski Jodel                                  | A2370                  | dto.               | dto. |
| In die unbekannte Ferne                      | Träumen von der Südsee                     | A2371                  | dto.               | dto. |
| Where or when                                | The Lady Is a Tramp                        | A2386                  | dto.               | dto. |
| Afraid to Dream                              | Gone with the Wind                         | A2387                  | dto.               | dto. |
| You Can’t Run Away from Love Tonight         | I know Now                                 | A2388                  | dto.               | dto. |
| Where are You?                               | Can’t forget?                              | A2389                  | 28. Oktober 1937   | dto. |
| Everybody Sing                               | Some of These Days                         | A2390                  |                    | dto. |
| Home town                                    | I Wanna Be in Winchell’s Column            | A2530                  | 9. April 1938      | Benny de Weille (cl,as,ts) ersetzt Eugen Henkel, ohne Eric Helgar |
| Some Day My Prince Will Come                 | With a Smile and a Song                    | A2533                  | 21. April 1938     | dto. |
| Whistle While You Work                       | One Song                                   | A2533                  | dto.               | dto. |
| Rosalie                                      | Who Knows                                  | A2534                  | dto.               | dto. |
| Big Apple                                    | The Original: The Big Apple                | A2566                  | 27. April 1938     | dto. |
| Say Si Si (Para vigo me voy)                 | Adios Panama                               | A2670                  | 9. September 1938  | Carl Hohenberger, Maurice Gigaz, Casi Bonjour (tp), Walter Dobschinski (tb,arr), Erich Boehme, Albert Wollenhaupt (tb), Ernst Höllerhagen (cl), Benny de Weille (as,cl), Bertalan Bujka (as,cl,vln), Omer De Cock (ts,arr), Jack Trommer (p), Buddy Bertinat (2nd p,accor,arr), Billy Toffel (g,vcl), Andre Schuster (b), Paul "Polly" Guggisberg (d), Betty Toombs (vcl), Teddy Stauffer (dir)            |
| So You Left Me for the Leader of a Swingband | So Help Me (If I Don’t Love You)           | A2671                  |                    | dto. |
| I’ve Got a Pocketful of Dreams               | I’m Honna Lock My Heart                    | A2732                  | 24. Oktober 1938   | dto. |
| Ti Pi Tin                                    | Mit Lehar’s Vilja-Lied um die Welt         | A2758                  | 22. November 1938  | dto., mit Rosita Serrano, Eric Helgar (voc) |
| Nachts am Kongo                              | Maria My Own                               | A2759                  | dto.               | dto. |
| Don’t Let That Moon Get Away                 | A Tisket A Tasket                          | A2791                  | 24. November 1938  | dto. |
| St. Louis Blues                              | Meditation                                 | A2806                  |                    | |
| Juliana                                      | The Flat Foot Floogie                      | A2838                  | dto.               | dto. |
| Penny Serenade                               | Ferdinand the Bull                         | A2891                  | 28. März 1939      | dto., Willi Sasse (ts,bar) ersetzt Benny de Weille |
| Hurray Home                                  | Shadrack                                   | A2895                  | dto.               | dto. |
| Jeepers Creepers                             | Deep in a Dream                            | A2896                  | dto.               | dto. |
| Pagan Love Song                              | My Heart Belongs to Daddy                  | A2891                  | 29. März 1939      | dto. |
| F.D.R. Jones                                 | Valse Medley                               | A2974                  | dto.               | dto. |

### Grosses Tanzorchester vom Palace-Hotel in St. Moritz (Elite Special) (1939–1940)
| Titel A-Seite                          | Titel B-Seite                       | Musiklabel Katalog-Nr. | Datum der Aufnahme | Bemerkungen zur Besetzung |
| -------------------------------------- | ----------------------------------- | ---------------------- | ------------------ | ------------------------- |
| Marsch-Potpourri (Schweizer Lieder)    | Walzer-Potpourri (Schweizer Lieder) |                        | 1939               |                           |
| Guten Sonntag (Guete Sunntig mitenand) | Erika                               |                        | 1939               |                           |
| Sunrise Serenade                       | South of the Border                 |                        | 1939               |                           |
| Boum                                   | Give a Little Whistle               |                        | 1940               |                           |
| El Rancho Grande                       | The Gaucho Serenade                 | Elite 4005             | 1940               |                           |
| Wie ein seltsam geschriebenes Buch     | Ich weiss, wie süss dein Mund       |                        | 1040               |                           |
| In the Mood                            | Stop, It’s Wonderful                | Elite 4007             | 1940               |                           |
| It’s a Hap-Hap-Happy Day               | I Hear a Dream, (Faithful Forever)  |                        | 1940               |                           |
| Oh Johnny, oh Johnny                   | Yodelin’ Jive                       |                        | 1940               |                           |
| Begin the Beguine                      | Mary                                |                        | 1940               |                           |

### Teddy Stauffer und die Original Teddies (Elite Special) (1940–1947)
| Titel A-Seite                     | Titel B-Seite                                                  | Musiklabel Katalog-Nr. | Datum der Aufnahme | Bemerkungen zur Besetzung |
| --------------------------------- | -------------------------------------------------------------- | ---------------------- | ------------------ | --- |
| I'm Nobody’s Baby                 | I Can’t Love You Anymore                                       | Elite 4016             | September 1940     | Alberto Quarella, Casi Bonjour, Rolf Goldstein (tp) Dolf Zinstag (tb) Teddy Stauffer (ts,dir,ldr) Ernst Höllerhagen, Eddie Brunner, Denis Chapelet, Bertalan Bujka (reeds) Jack Trommer (p) Buddy Bertinat (p,arr) Billy Toffel (g,vcl) Rene Bertschi (b) Paul "Polly" Guggisberg (d) |
| You Think of Everything           | You Can't Brush Me off                                         | Elite 4017             | dto.               | dto. |
| Dilemma Rumba                     | Dilemma – Foxtrot                                              | Elite 4018             | dto.               | dto. |
| Tiger Rag                         | Melodies from Hawaii                                           | Elite 4019             | dto.               | dto. |
| Chanson de Marguerite             | Margritli-Lied                                                 | Elite 4032             | 1941               | zusätzlich mit Marcel Fetterle (tp), Claude de Coulon (tb) ersetzt Alberto Quarella, Dolf Zinstag, Paul Linder (as,ts), Geschwister Schmid (vcl) |
| I’ll Never Smile Again            | Practice Makes Perfect                                         | Elite 4033             | dto.               | dto. |
| Booley–ja–ja (Jungle Dance)       | Wednesday Night Hop                                            | Elite 4034             | dto.               | dto. |
| Bugle Call Rag                    | Avalon                                                         | Elite 4035             | dto.               | dto. |
| Playmates                         | Rhumboogie                                                     |                        | 1941               | |
| Six Lessons from Madame la Zonga  | The Breeze and I                                               |                        | 1941               | |
| Shake Down the Stars              | Fools Rush In                                                  |                        | 1941               | |
| Margritli-Lied                    | Schryb denn gly                                                | Elite 4049             | 1941               | Gesang: Geschwister Schmid |
| Liebs Chindli im Bettli           | Lueged vo Berg und Tal                                         |                        | 1941               | |
| Ce soir                           | Je tire ma révérence                                           |                        | 1941               | |
| May be                            | Only forever                                                   |                        | 1941               | |
| We three                          | Down Argentina way                                             |                        | 1941               | |
| So you’re the one                 | Say It                                                         |                        | 1941               | |
| Dans mon coeur                    | St. Louis Blues                                                |                        | 1941               | |
| Little Wooden Head                | When You Wish upon a Star                                      |                        | 1941               | |
| Lucky Day                         | Möni Stomp (Saxophon-Quartett der Original Teddies)            |                        | 1941               | |
| I Concentrate on You              | You’ve Got Me This Way                                         |                        | 1941               | |
| The Last Time I Saw Paris         | My Rêverie                                                     |                        | 1941               | |
| Boogie Woogie Bugle Boy           | Do I Worry                                                     |                        | 1941               | |
| Watcha Know Joe                   | Look at me Now                                                 |                        | 1941               | |
| Dreamy Hawaii                     | Amapola                                                        |                        | 1941               | |
| Number Ten Lullaby Lane           | Blue Afterglow                                                 |                        | 1941               | |
| Does She Love me                  | Jitterbug’s Idea                                               |                        | 1941               | |
| Hey Little Hen                    | Yes My Darling Daughter                                        |                        | 1941               | |
| The Thing I Love                  | Let’s Have Another One                                         |                        | 1941               | |
| Let’s Get Away from It All        | Tea for Two                                                    |                        | 1941               | |
| Nighty Night                      | With a Twist of a Wrist (Original Teddies unter Eddie Brunner) |                        | 1941               | |
| I Close My Eyes                   | Our Love Affair                                                |                        | 1941               | |
| Estrellita                        | El caminante Suizo                                             |                        | 1947               | |
| Linda                             | Mademoiselle Hortensia                                         |                        | 1947               | |
| Anniversary Song                  | Maria Bonita                                                   |                        | 1947               | |
| Gu tu gu ru du (Jack, Jack, Jack) | Linda Mujer                                                    |                        | 1947               | |